# Красноселькупский район
Красносельку́пский райо́н (сев.-сельк. Нярӄый щёй ӄумый (Нярый мачый) район) — административно-территориальная единица (район) и муниципальное образование (муниципальный округ, с 2005 до 2021 гг. — муниципальный район) в Ямало-Ненецком автономном округе России.
Административный центр — село Красноселькуп.

## География
Расположен в юго-восточной части автономного округа. Протяжённость с севера на юг составляет 500 км, с запада на восток — 350 км.
Площадь района — 106 758,99 км², что составляет приблизительно 13,88 % от общей площади Ямало-Ненецкого автономного округа и 7,29 % от площади всей Тюменской области. Кроме того, по площади Красноселькупский район крупнее 54 из 85 регионов России.
Красноселькупский район граничит:
- с двумя районами Ямало-Ненецкого автономного округа:
  - на севере — с Тазовским,
  - на западе — с Пуровским,
- на юге — с Нижневартовским районом соседнего Ханты-Мансийского автономного округа — Югры;
- на востоке — с Туруханским районом соседнего Красноярского края.

Кроме того, восточная граница района является частью границы между Уральским и Сибирским федеральными округами, а также Западно-Сибирским и Восточно-Сибирским экономическими районами России.
Основная водная артерия — река Таз с её притоками. Крупные озёра: Чёртово, Верхнее Чёртово, Варкы-Покотылькыто, Кыпа-Сылькытпорыльту, Анато, Кэлыльто.
Имеются значительные запасы нефти и газа.
В Красноселькупском районе располагается один из крупнейших в России Верхне-Тазовский заповедник (площадь — 631 тыс. га). На его территории зарегистрировано 34 вида млекопитающих, 550 видов насекомых, 180 видов птиц. Многие из представителей фауны занесены в Красную книгу.

## История
Район образован 10 августа 1944 года Указом Президиума Верховного Совета РСФСР. В состав района вошли земли Верхнетазовского, Тазовско-Ненецкого, Тазовско-Селькупского и Тымско-Караконского кочевых советов, ранее входивших в состав Туруханского района Красноярского края.
Решением Тюменского облисполкома от 16 мая 1957 года Тазовско-Ненецкий сельсовет переименован в Сидоровский, Тазовско-Селькупский сельсовет — в Толькинский и Тымско-Караконский — в Красноселькупский.
28 февраля 1975 г. Сидоровский сельсовет упразднён.
12 октября 1976 г. Верхнетазовский сельсовет переименован в Раттовский.
1 декабря 1999 года утверждён герб Красноселькупского района.

## Население
| 1959  | 1970  | 1979  | 1989  | 2002  | 2009  | 2010  |
| ----- | ----- | ----- | ----- | ----- | ----- | ----- |
| 2514  | ↘2312 | ↗3113 | ↗7940 | ↘6384 | ↘6293 | ↘6204 |
| 2011  | 2012  | 2013  | 2014  | 2015  | 2016  | 2017  |
| ↘6190 | ↘5953 | ↘5890 | ↗6036 | ↘6021 | ↘6020 | ↘5931 |
| 2018  | 2019  | 2020  | 2021  |       |       |       |
| ↘5916 | ↘5889 | ↘5752 | ↗5789 |       |       |       |

Часть населения являются кочевниками, которые живут вне населённых пунктов.
Основное население составляют русские (54,8 %) и селькупы (22,2 %), а также украинцы (6,0 %), татары (3,6 %) и другие (перепись 2010 года).

### Национальный состав
По данным Всероссийской переписи населения 2010 года:					
| Национальность | Численность (чел.) | % от всего | % от указавших |
| Русские        | 3324               | 53,58%     | 54,80%         |
| Селькупы       | 1347               | 21,71%     | 22,21%         |
| Украинцы       | 365                | 5,88%      | 6,02%          |
| Татары         | 216                | 3,48%      | 3,56%          |
| Башкиры        | 112                | 1,81%      | 1,85%          |
| Мордва         | 99                 | 1,60%      | 1,63%          |
| Белорусы       | 81                 | 1,31%      | 1,34%          |
| Ненцы          | 75                 | 1,21%      | 1,24%          |
| Азербайджанцы  | 63                 | 1,02%      | 1,04%          |
| Чуваши         | 59                 | 0,95%      | 0,97%          |
| Ханты          | 40                 | 0,64%      | 0,66%          |
| Армяне         | 38                 | 0,61%      | 0,63%          |
| Немцы          | 33                 | 0,53%      | 0,54%          |
| Другие         | 214                | 3,45%      | 3,53%          |
| Указали        | 6066               | 97,78%     | 100,00%        |
| Не указали     | 138                | 2,22%      |                |
| Всего          | 6204               | 100,00%    |                |

## Муниципальное устройство
В рамках организации местного самоуправления в границах района функционирует муниципальный округ Красноселькупский район.
Ранее в 2005—2021 гг. в существовавший в этот период муниципальный район входили 3 муниципальных образования со статусом сельского поселения:
| № | Муниципальное образование | Административный центр | Количество населённых пунктов | Население (чел.) | Площадь (км²) |
| - | ------------------------- | ---------------------- | ----------------------------- | ---------------- | ------------- |
| 1 | село Красноселькуп        | село Красноселькуп     | 1                             | ↘3732            | 12,09         |
| 2 | село Ратта                | село Ратта             | 1                             | ↗262             | 10,27         |
| 3 | Толькинское               | село Толька            | 2                             | ↗1827            | 39,00         |

Законом от 23 апреля 2021 года все сельские поселения вместе с муниципальным районом были упразднены и преобразованы путём объединения в муниципальный округ Красноселькупский район.

## Населённые пункты
В район входят 4 сельских населённых пункта:
| № | Населённый пункт | Тип  | Население | Бывшее муниципальное образование |
| - | ---------------- | ---- | --------- | -------------------------------- |
| 1 | Киккиакки        | село | ↘9        | Толькинское                      |
| 2 | Красноселькуп    | село | ↘3732     | село Красноселькуп               |
| 3 | Ратта            | село | ↗262      | село Ратта                       |
| 4 | Толька           | село | ↘1786     | Толькинское                      |

### Упразднённые населённые пункты
В 2006 году в связи с прекращением существования были упразднены населённые пункты: село Сидоровск, посёлок (деревня) Часелька.
На территории современной северной части района на реке Таз располагался город Мангазея, основанный в 1601 году и упразднённый в 1672 году.

## Экономика
Приоритетное развитие получили традиционные виды деятельности коренных народностей: оленеводство, рыболовство. Промышленные организации выпускают пиломатериалы, производят хлеб и хлебобулочные изделия.
Ведётся добыча нефти на Харампурском месторождении.

## Транспорт
В селах Красноселькуп и Толька имеются аэропорты, обеспечивающие воздушные сообщения с Тюменью (самолёты Ан-24, вертолёты Ми-8) и Тарко-Сале (только вертолёты), также обслуживается направление в г. Салехард (только вертолёты).
С 2013 года ведётся реконструкция аэропорта.

## Инфраструктура
В районе три детских сада, три общеобразовательных школы. Имеются музей, четыре дома культуры, пять библиотек, две школы искусств.

## Достопримечательности
- Раскопки города XVII века — Мангазеи.